# Flatoides monilis
Flatoides monilis är en insektsart som beskrevs av Van Duzee 1907. Flatoides monilis ingår i släktet Flatoides och familjen Flatidae. Inga underarter finns listade i Catalogue of Life.